# Barczewko

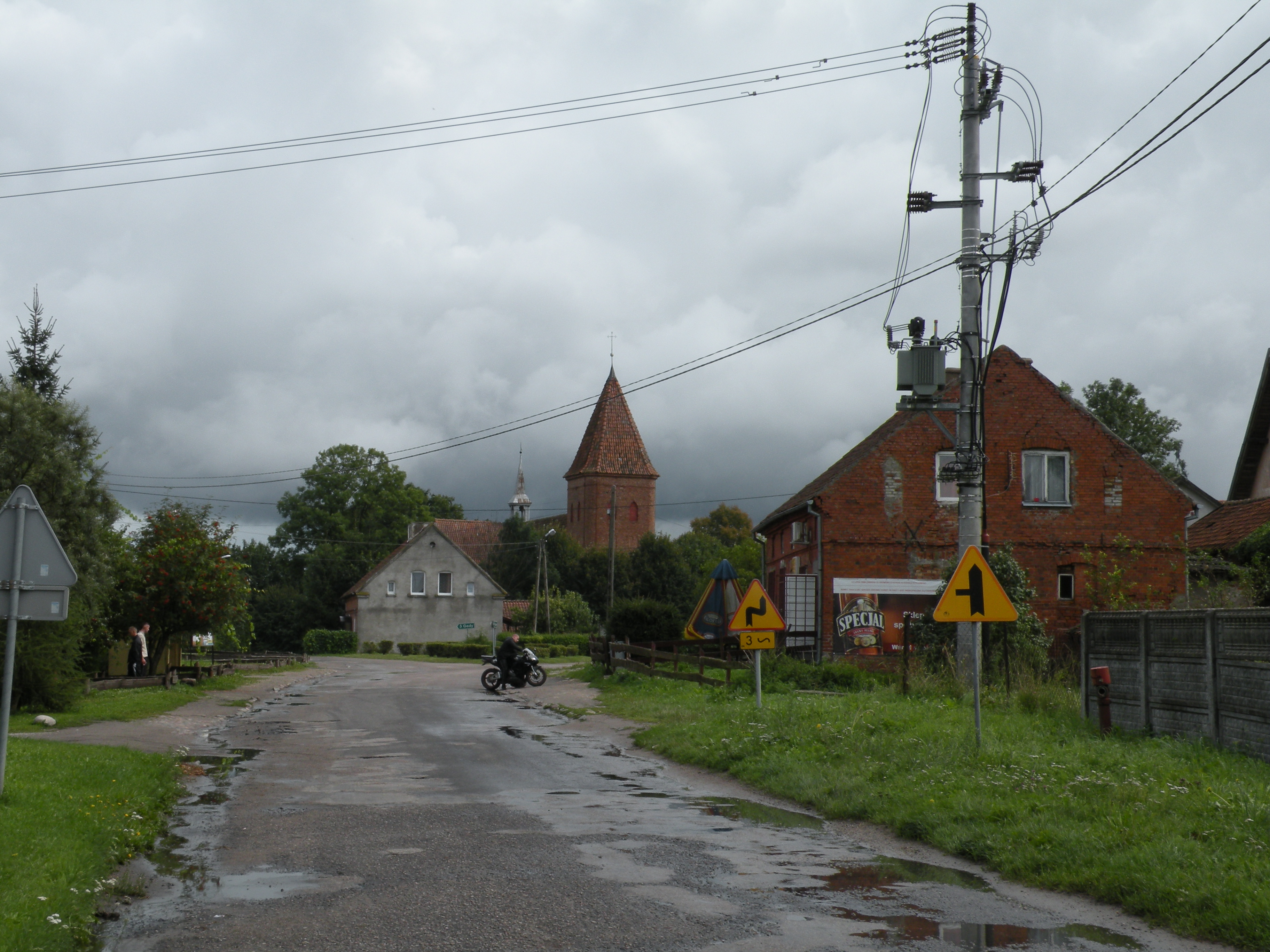
Dorfstraße in Barczewko

Barczewko (deutsch Alt Wartenburg) ist ein Dorf in Polen in der Woiwodschaft Ermland-Masuren. Es gehört zur Gmina Barczewo (Stadt-und-Land-Gemeinde Wartenburg in Ostpreußen) im Powiat Olsztyński (Kreis Allenstein).

## Geografische Lage
Das Dorf liegt im Nordosten Polens im Westen der Woiwodschaft Ermland-Masuren. Südlich von Barczewko liegt der See Wadąg (Wadangsee).
|  |

## Geschichte
An der Stelle des heutigen Barczewko befand sich Anfang des 14. Jahrhunderts die Stadt Wartenburg. Diese wurde im Winter 1353/54 von den Litauern zerstört. Die Stadt wurde etwas weiter ostwärts wieder aufgebaut und an der alten Stelle der Stadt entstand das Dorf Alt Wartenburg. Die erste urkundliche Erwähnung stammt vom 5. Februar 1369. Die Handfeste wurde am 9. Juli 1376 von Bischof Heinrich III. Sorbom erneuert. Während des Reiterkriegs 1519 bis 1521 zwischen dem Deutschen Orden und Polen wurde der Ort zerstört. Die Pfarrkirche St. Katharina wurde im Jahr 1582 geweiht, 1893 wurde die Kirche mit romanisierenden Formen umgebaut. Ein weiteres Mal wurde der Ort 1656 während des Zweiten Nordischen Krieges zerstört.
1874 wurde Alt Wartenburg in den neu errichteten Amtsbezirk Maraunen im ostpreußischen Kreis Allenstein eingegliedert.
Im Jahre 1910 zählte Alt Wartenburg 1.028 Einwohner.
Aufgrund der Bestimmungen des Versailler Vertrags stimmte die Bevölkerung im Abstimmungsgebiet Allenstein, zu dem Alt Wartenburg gehörte, am 11. Juli 1920 über die weitere staatliche Zugehörigkeit zu Ostpreußen (und damit zu Deutschland) oder den Anschluss an Polen ab. In Alt Wartenburg stimmten 540 Einwohner für den Verbleib bei Ostpreußen, auf Polen entfielen 80 Stimmen.
Die Einwohnerzahl belief sich 1933 auf 910 und 1939 auf 830.
Nach dem Zweiten Weltkrieg wurde das Dorf mit dem gesamten südlichen Ostpreußen ein Teil Polens. Seit 1946 trägt es die polnische Bezeichnung „Barczewko“ und ist heute eine Ortschaft im Verbund der Stadt-und-Land-Gemeinde Barczewo (Wartenburg i. Ostpr.) im Powiat Olsztyński (Kreis Allenstein), von 1975 bis 1998 in die Woiwodschaft Olsztyn, seither in die Woiwodschaft Ermland-Masuren eingegliedert.

## Kirche

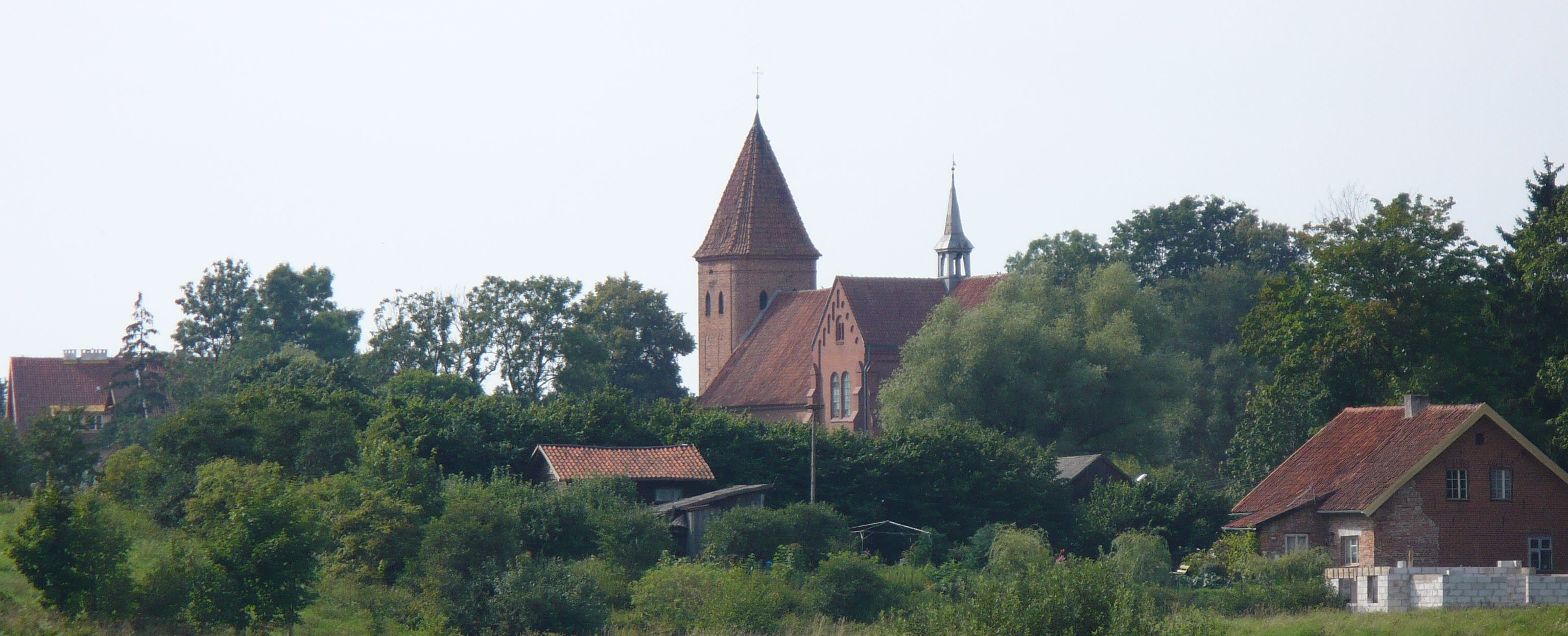
Die Kirche im Dorf

### Römisch-katholisch
Die heutige dem römisch-katholischen Bekenntnis zugehörige Pfarrei in Barczewko geht in ihrer Gründung zurück auf das Jahr 1325. Der erste Kirchenbau fiel wohl in die zweite Hälfte des 14. Jahrhunderts, es folgten mehrfache Zerstörungen und Wiederaufbaumaßnahmen. Die heutige St.-Laurentius-Kirche wurde Ende des 19. Jahrhunderts erbaut und am 17. Oktober 1893 durch den ermländischen Bischof Andreas Thiel geweiht.
Die Pfarrei Barczewko gehört zum Dekanat Barczewo (Wartenburg i. Ostpr.) innerhalb des Erzbistums Ermland.

### Evangelisch
In Alt Wartenburg gab und gibt es keine evangelische Kirche. Das Dorf war bis 1945 in das Kirchspiel der Kirche in Wartenburg in der Kirchenprovinz Ostpreußen der Kirche der Altpreußischen Union eingepfarrt. Heute gehören die evangelischen Einwohner zur Christus-Erlöser-Kirche Olsztyn (Allenstein) innerhalb der Diözese Masuren der Evangelisch-Augsburgischen Kirche in Polen.

## Verkehr

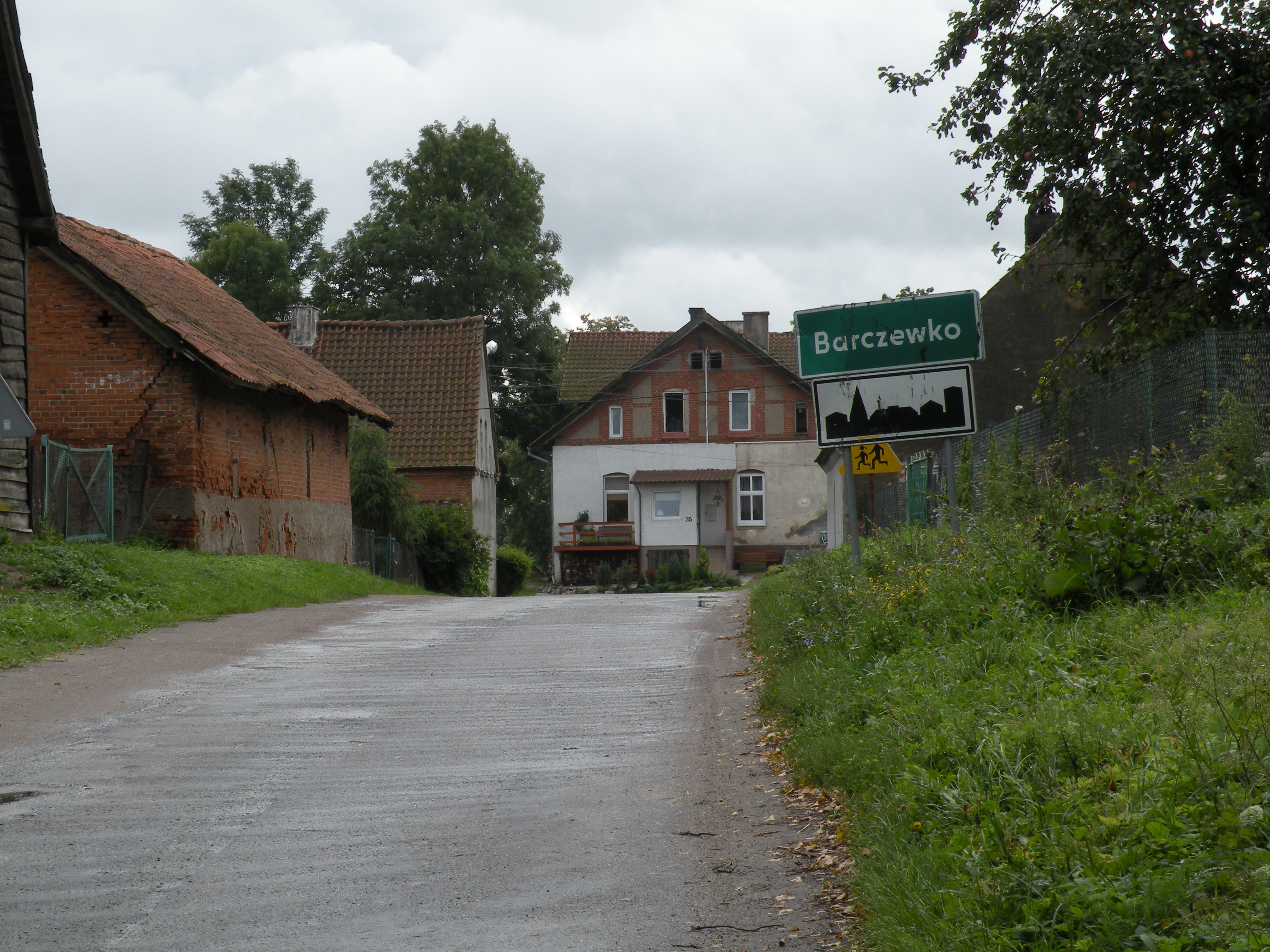
Ortseinfahrt Barczewko

Das Dorf liegt an einer Nebenstraße, die in südöstlicher Richtung nach etwa fünf Kilometern beim Dorf Łęgajny (Legainen) zur Landesstraße 16 führt. In Richtung Norden führt die Straße unter anderem durch Tuławki (Tollack) und mündet nach etwa 17 Kilometern bei Dobre Miasto (Guttstadt) in die Landesstraße 51 und die Woiwodschaftsstraße 593. Eine direkte Straßenverbindung führt von der Stadt Barczewo (Wartenburg) über Biedowo (Neu Maraunen, 1928 bis 1945 Maraunen) direkt in den Ort.
Eine Anbindung an den Bahnverkehr besteht nicht.
Der nächste internationale Flughafen auf polnischem Staatsgebiet ist der 150 Kilometer nordwestlich gelegene Lech-Wałęsa-Flughafen Danzig.

## Persönlichkeiten

### Aus dem Ort gebürtig
- Karl Langwald (1886–1945), deutscher römisch-katholischer Geistlicher und Märtyrer
- Ulrich Fox (1937–2012), deutscher Heimatforscher und Bundesverdienstkreuzträger
- Ursula Fox (* 1938), deutsche Sachbuchautorin und Bundesverdienstkreuzträgerin

### Mit dem Ort verbunden
- Valentin Barczewski (1856–1928), polnischer römisch-katholischer Geistlicher, setzte sich für das Polentum und die polnische Sprache im Ermland ein. Nach ihm wurde 1946 das Dorf Alt Wartenburg (wie auch die Stadt Wartenburg) „Barczewko“ (bzw. „Barczewo“) genannt
- Joachim Ziemetzki (1886–1945), deutscher römisch-katholischer Geistlicher und Märtyrer, amtierte ab 1938 in Alt Wartenburg, bevor er am 26. Januar 1945 hier von Rotarmisten erschossen wurde